# ما تخبئه لنا النجوم (فلم)
ما تخبئه لنا النجوم (بالإنجليزية: The Fault in Our Stars) يترجم حرفياً إلى الخطأ في أقدارنا، هو فيلم أمريكي، رومانسي درامي صدر عام 2014 من إخراج جوش بون، مقتبس من الرواية التي تحمل نفس العنوان للكاتب جون غرين التي صدرت عام 2012. الفيلم من بطولة شايلين وودلي و أنسيل إلغورت، كما يلعب كل من نات وولف و لورا ديرن وسام ترامل و ويليم دافو الأدوار الثانوية.
تلعب شايلين وودلي دور هيزل غرايس لانكستر، وهي فتاة في السابعة عشر من عمرها مصابة بالسرطان الغدة الدرقية يجبرها والداها على حضور اجتماع دعم لمرضى السرطان وهناك تتعرف وتقع في حب أوغستس واترز لاعب كرة سلة سابق المصاب بسرطان العظام الذي يلعب دوره أنسيل إلغورت لكن مرضهما يمُنعهما من مواصلة حياتهما بشكل طبيعي.
عنوان الفيلم كحال الرواية، مستوحى من حوار في مسرحية يوليوس قيصر لوليم شكسبير، حيث يقول النبيل كاسيوس، مخاطبا بروتوس: "الخطأ، يا عزيزي بروتوس، ليس في نجومنا (بل في أقدارنا)، بل في أنفسنا، لأننا أشخاص ضئيلا الشأن".
بدأ الإعداد لتصوير ما تخبئه لنا النجوم في يناير 2012 عندما حصل استوديو Fox 2000 وهو أحد اقسام تونتيث سينتشوري فوكسعلى حقوق تحويل الرواية إلى فيلم.
بدأ التصوير بالفعل في 26 أغسطس 2013 في بيتسبرغ بالولايات المتحدة مع أيام إضافية في أمستردام بهولندا قبل الانتهاء في 16 أكتوبر 2013.
صدر الفيلم في 6 يونيو 2014 بالولايات المتحدة، وفي الشرق الأوسط في 12 يونيو. تلقى الفيلم إقبالاً إيجابيا من النقاد، مع مديح لأداء شايلين فضلاً عن الفيلم بأكمله. حقق الفيلم نجاحاً تجارياً كبيراً وذلك بوصوله للمركز الأول في شباك التذاكر الأمريكي خلال أسبوعه الأول وقد وصلت إيراداته إلى 307 مليون دولار حول العالم مقابل ميزانيته التي بلغت 12 مليون دولار.
صدر الفيلم على أقراص بلو راي ودي في دي في 16 سبتمبر 2014 وبلغت مبيعاتها أكثر من 42 مليون دولار.

## القصة
هيزل غرايس لانكستر (شايلين وودلي) مراهقة ذكية ومرحة تعيش في إنديانابوليس، مصابة بسرطان مزمن في الغدة الدرقية والذي اُكْتُشِف في عامها الثالث عشر في المرحلة الرابعة من سرطان الغدة الدرقية، ثم بدء بالتوسع ليصيب رئتيها أيضا لتملئهما بالماء وتجعلها غير قادرة على التنفس وعندما ظن الأطباء أنها لن تستطيع البقاء على قيد الحياة تحسنت حالتها استجابت للمضادات الحيوية وقاموا بسحب السوائل من رئتيها، ومن ثم خضعت لعلاج تجريبي لم يفلح مع أكثر من 70% من مرضى السرطان؛ ولكنه لسبب ما استجاب جسدها للعلاج، وهذا ما أسموه بالمعجزة. رأى أبوي هيزل أنها مكتئبة وأرغموها على الذهاب إلى مجموعات الدعم لمرضى السرطان، لم تحبذ هي الفكرة ولكنها ترضخ نزولاً على رغبتهما. خلال إحدى الاجتماعات تتعرف هيزل في مركز الدعم بأوغستس الذي نجح في العلاج من سرطان العظام منه بعد بتر ساقه، ولكنه جاء اليوم لمساندة صديقه أيزاك المصاب بسرطان الشبكية الذي أدى لفقدانه لإحدى عينيه من قبل وهو الآن على وشك فقدان الأخرى، الاثنان يعجبان ببعضهما فوراً ويحاول أوغستس التقرب من هيزل ويدعوها لقضاء بعض الوقت سويا للتعرف عليها بعيداً عن قصة مرضها، فأخذها إلى منزله ويريها غرفته ويتحدثان عن اهتماماتهما ويتفقا على تبادل رواياتهما المفضلة. فتقرأ هيزل رواية «مقاومة المتمرد» التي تحكي عن لعبة أوغستس المفضلة، ويقرأ هو رواية «المحنة الإمبراطورية» التي تحكي عن فتاة مصابة بالسرطان للكاتب «بيتر فان هاوتن» الذي يستطيع أن يفهم مشاعر الاحتضار رغم عدم مروره بهذه التجربة الصعبة، ثم يتصل أوغستس بهيزل لمناقشة نهاية الكتاب التي لم تعجب أيًا منهما، فالكاتب أنهى الرواية بمجرد موت الطفلة «آنا» ولم يذكر ماذا حدث لباقي الأبطال بعد موتها. فتذهب إليه بعد سماع صراخ صديقه أيزاك لمواساته والتخفيف عنه بعدما تركته حبيبته؛ لأنها غير مستعدة أن تكون معه بعدما يصير أعمى كلياً.
عدم رضا أوغستس عن النهاية جعلته يحاول مراسلة الكاتب، وهذا ما فعلته من قبل هيزل ولكن الكاتب لم يقم بالرد على أي من رسائلها وسمعت أنه انتقل لمدينة أمستردام في هولندا. ولكن هذه المرة ينجح أوغستس في التوصل لمساعدة فان هاوتن التي أوصلت رسالته إليه، وقام بالرد عليها لتقوم هيزل بمراسلته وسؤاله عما حدث لباقي أبطال الرواية بعد موت «آنا»، فيأتيها رده أنه لا يستطيع الإجابة عن طريق الإنترنت لكي لا تعد هذه تتمة لكتابه ولكن إن ذهبت إلى أمستردام فسيسعده أن تزوره، ثم تقترح هيزل الذهاب إلى أمستردام على والدتها لكن الأخيرة ترفض بسبب القيود المالية والطبية، لاحقًا يعرض على هيزل مشاركتها أمنيته للذهاب إلى أمستردام ومقابلة كاتبها المفضل، فهناك منظمة خيرية معنية بتحقيق أحلام الأطفال مرضى السرطان، فلا يزال أوغستس يحتفظ بها حتى الآن أما هيزل قد استنفدت أمنيتها بالفعل عندما ظنت أنها ستموت لا محالة منذ 4 سنوات واختارت الذهاب إلى عالم ديزني، وقبل أيام من الرحلة تعاني هيزل من انصباب جنبي وترسل إلى وحدة العناية الفائقة، مما دفع الأطباء إلى نصيحتها بعدم السفر إلى الخارج خوفًا على سلامتها لكن في نهاية المطاف يوافقون على أن تذهب معها والدتها، وفي أمستردام يجد الحبيبان حجزا باسميهما في مطعم راق جدًا، إهداء من فان هاوتن وهناك يعترف أوغستس بحبه لهيزل رغم كل شيء، وبعد الانتهاء من طعامهما يتجولان في المدينة ثم يعودان للفندق متحمسين لمقابلة فان هاوتن غدًا السبب الرئيس في قدومهما إلى أمستردام.
لكن المقابلة لم تسر وفق المطلوب، فالسيد فان هاوتن اتضح أنه سكير سليط اللسان، وأنه رد على رسائلهم بعد ضغط من مساعدته، وأنه لم يكن على علم بشأن الحجز في المطعم الراقي، وحاولت هيزل تجاهل كل هذا وطرح سؤالها الذي جاء بها كل تلك المسافة، لكن المؤلف رفض أن يجيبها وأخبرها أنها شخصيات خيالية تبخرت بمجرد الانتهاء من الكتاب وحاولت هيزل أن تضغط عليه للحصول على إجابة، فما كان منه إلا أن أهانها وأهان مرضها وطلب منها المغادرة، فلعنته وغادرت.
بعد ذلك يذهب أوغستس وهيزل برفقة ليدفاي لزيارة منزل آن فرانك وتكافح هيزل لصعود السلالم الكثيرة لكنها تصل بنجاح إلى علية المنزل، هناك يتبادل هيزل وأوغستس قبلة رومانسية مع تصفيق من قبل السائحين الآخرين، ثم يعود الاثنان إلى الفندق لقضاء الليلة معًا. وفي اليوم التالي يعترف أوغستس لهيزل بأن تصوير مقطعي بالإصدار البوزيتروني كشف أن السرطان قد عاد وانتشر في جميع أجزاء جسده وأنه لم يشأ أن يخبرها من قبل كي لا يفسد الرحلة، تبكي هيزل ولكن أوغستس يحاول أن يخفف عنها ويطلب منها فقط أن تعامله مثلما اعتادت على معاملته، وأن لا تضع في حسبانها أنه يحتضر.
تتدهور صحة أوغستس بشكل كبير بعد عودتهما إلى إنديانابوليس، وينتهي المطاف به في وحدة العناية المركزة لبضعة أيام ويدرك أنه يعيش أيامه الأخيرة. ويقوم أوغستس بدعوة هيزل وصديقه المفضل آيزك الذي أصبح أعمى بعد أن قام باستئصال عينه الأخرى إلى «جنازته المبكرة» حيث يقوم هيزل وآيزك بقراءة تأبين له، وبعد ذلك بثمانية أيام يتوقف قلب أوغسطس.
وفي الجنازة، تتفاجأ هيزل بحضور الكاتب فان هاوتن الذي يخبرها أن أوغستس كان يتواصل معه عبر الإنترنت قبل وفاته، وطلب منه القدوم لجنازته للرد على أسئلتها فيما يخص «آنا» وعائلتها، وكان رد فعل هيزل أن رفضت السماع منه، حتى بعد أن أخبرها أن «آنا» لم تكن شخصية خيالية؛ بل كانت ابنته التي أصيبت بسرطان الدم ورحلت وعمرها ثماني سنوات، ثم يأتي آيزك لزيارتها والسؤال عنها ويسألها كيف جرت مقابلتها بالكاتب وعن الرسالة التي كان يحملها معه، وتتفاجيء هيزل عندما تعلم أن هذه الرسالة من أغسطس وأنه أراد من فان هاوتن أن يسلمها إليها، وكانت الرسالة هي خطاب تـأبين منه لها، فقد كانت هيزل قد أخبرته في الجنازة المبكرة أنها كانت تود ليكتب لها خطاب رثاء مثلما فعلت لأجله ثم ينتهي الفيلم بانتهاء قراءتها للخطاب واحتضانه في سلام.

### المحنة الإمبراطورية
كتاب المحنة الإمبراطورية (An Imperial Affliction) والذي يُذْكَر في الرواية الأصلية والفيلم، هو كتاب وهمي، مثل حال كاتبه بيتر فان هاوتن؛ كلاهما استخدما على حد سواء لتعزيز القصة وموضوعتها.

### الاختلافات بين الرواية والفيلم
حسب ليندسي ويبر من موقع "Vulture.com"، يوجد اختلافات بين الكتاب والفيلم وهي:
1) في الكتاب تذكر الفرقة الموسيقية "Hectic Glow" والتي تعتبر الفرقة الموسيقية المفضلة لدي أوغستس ولا تذكر في الفيلم.
2) في الكتاب تذكر حبيبة سابقة لأوغسطس تدعى كارولين ماتت بسبب السرطان ولا تذكر في الفيلم.
3) في الكتاب يبلغ أوغسطس من العمر سبعة عشر سنة، بينما في الفيلم يبلغ ثمانية عشر سنة.
4) في الكتاب تظهر كايتلين صديقة هيزل السابقة ولا تظهر في الفيلم.
5) في الكتاب يلتقي هيزل وأوغسطس عندما تستدير هيزل لتجد أوغسطس ينظر إليها، بينما في الفيلم، يصطدمان ببعضهما قبل الدخول لأحد اجتماعات مجموعة.
6) في الكتاب لا يموت أوغسطس سريعاً كما حدث في الفيلم.
7) في الكتاب تبحث هيزل عن رسالة أوغسطس بينما في الفليم يعطيها لها فان هاوتن.
8) في الكتاب هيزل تعيش على الأطعمة النباتية ولا تأكل اللحوم بينما لا يشار إلى ذلك في الفيلم إطلاقاً.
9) في الكتاب لا يظهر مشهد اصطحاب أوغسطس هيزل ووالدتها بسيارة ليموزين عند مغادرتهم لـ أمستردام كما في الفيلم وعوضا عن ذلك يتأخر أوغسطس وتذهب هيزل ووالدتها إلى منزله بسيارة أجرة لأنه على ما يبدو يتشاجر مع والديه بسبب انتكاسة السرطان لديه والرحلة.

## طاقم التمثيل
- شايلين وودلي بدور هيزل غرايس لانكستر، مراهقة في السابعة عشر من عمرها مصابة بالسرطان يجبرها والديها على حضور اجتماع دعم مرضى السرطان وهناك تتعرف وتقع في حب أوغستس واترز، المخرج جوش بون وصف اختيارها: «أكثر من 250 فتاة قرأت النص، ولكن لم يكن حتى وقفت شايلين أمام الكاميرا رأيت حقا هيزل لأول مرة».[9]
  - ليلي كينا بدور هيزل غرايس لانكستر في عمر الطفولة.[10]
- أنسيل إلغورت بدور أوغستس واترز، مراهق كان مصاب بورم غرني عظمي سبب له فقدان ساقه اليمنى، يلتقي بمصابة بالسرطان هيزل غرايس لانكستر خلال اجتماع مجموعة دعم مرضى السرطان.[11]
- نات وولف بدور آيزك، صديق أوغستس المقرب والأعمى.[12]
- لورا ديرن بدور فراني لانكستر، والدة هيزل.[12]
- سام ترامل بدور مايكل لانكستر، والد هيزل.[13]
- ويليم دافو بدور بيتر فان هاوتن.[14]
- لوت فيربيك بدور ليدفاي فليجينتهارت.
- مايك بيربيغليا بدور باتريك.[15]

## الإنتاج

### ما قبل الإنتاج
في 31 يناير 2012 أعلن أن ستوديو "Fox 2000"، وهو أحد أقسام تونتيث سينتشوري فوكس، قد حصل على الحقوق لتحويل رواية ما تخبئه لنا النجوم للكاتب جون جرين إلى فيلم سينمائي. تكفل المنتجان ويك غودفري ومارتن بوين بإنتاج الفيلم لصالح شركتهما Temple Hill Entertainment. وثم في 19 فبراير 2013 تم التعاقد مع جوش بون كمخرج للفيلم. وبعدها تم تكليف سكوت نوستادتير ومايكل ويبير بتحويل الرواية إلى سيناريو.

### أختيار الممثلين
في نوفمبر 2012 وفقًا لموقع Hypable، أبدى المؤلف جون غرين اهتمامه عبر التويتر بالممثلة ماي ويتمان لتجسد دور هيزل غرايس لانكستر. في فبراير 2013 أعلن أن هيلي ستاينفيلد وشايلين وودلي لم يعرض عليهما الدور لكنهما محل أنظار لتأدية الدور الرئيسي. في 19 مارس 2013 أعلنت انترتينمنت ويكلي أن شايلين وودلي قد حصلت على الدور. ومن ثم في 10 مايو تم اختيار أنسيل إلغورت بدور أوغستس واترز حبيب هيزل. وبعدها في 23 يوليو لورا ديرن انضمت إلى الطاقم بدور فراني لانكستر، والدة هيزل ونات وولف بدور آيزك، صديق أوغستس المقرب والأعمى. وثم في 14 أغسطس سام ترامل انضم بدور مايكل لانكستر، والد هيزل. في 28 أغسطس، أعلن المؤلف جون غرين عبر التويتر أن مايك بيربيغليا سيلعب دور باتريك، وأخيراً في 6 سبتمبر، غرد جون مجدداً أن ويليم دافو سيجسد دور بيتر فان هاوتن.

### التصوير
بدأ التصوير يوم 26 أغسطس 2013 في بيتسبرغ بولاية بنسيلفانيا، الفندق التاريخي "Mansions on Fifth" قد ظهر بالفيلم. مشاهد الكنيسة صورت في كنيسة القديس بولس الأسقفية بضاحية إم تي ليبنون. الإنتاج دام حتى العاشر من أكتوبر في بنسيلفانيا، وانتقل بعدها الإنتاج إلى أمستردام وبدء التصوير في 14 أكتوبر. واخيراً انتهى التصوير رسميا في 16 أكتوبر 2013.
في أمستردام صور مشهد لهيزل وأوغستس وهما يجلسان على أحد المقاعد الخضراء في المدينة، وفي 2 يوليو 2014 كشف أن المقعد قد اختفى وقال مسؤولو المدينة أنهم لايعرفون أين ذهب، وقال المتحدث الرسمي باسم المدينة ستيفان فان دير هوك «أنه أمر محرج قليلاً، لأننا كان يجب أن ننتبه عليه جيدا ولكن لا بأس» ووعد بوضع مقعد جلوس جديد خلال أسابيع، وبعدها بأسبوع فقط تم إيجاد المقعد المسروق ونشر إنترتينمنت ويكلي على حسابه الرسمي في تويتر صورة أخذت أثناء إعادة تركيبه.

### الموسيقى التصويرية
مايك موجيس ونايت والكوت من فرقة برايت آيز قاما بترتيب موسيقى الفيلم. القائمة الكاملة بأغاني الألبوم صدرت في 13 أبريل 2014، متضمنة أغاني من فنانين مثل إم 83 وكودلاين وجيك بغ وشارلي إكس سي إكس وتوم أوديل وإد شيران. ألبوم الموسيقى التصويرية صدر في 19 مايو 2014 في الولايات المتحدة بواسطة اتلانتيك ريكوردز، بينما صدر في 23 يونيو في المملكة المتحدة.

## التسويق والترويج
أول عرض تشويقي للفيلم نشر في 29 يناير 2014، وحظي بأكثر من 3 ملايين مشاهدة في أقل من 24 ساعة بعد صدوره. وبعد أقل من أسبوع وصلت مشاهدات العرض التشويقي إلى 15 مليون مشاهدة. عرض مقطع فيديو قبل توزيع جوائز إم تي في للأفلام في 13 أبريل 2014 ثم تُبِعَ إصدار عرض تشويقي مطول في 28 أبريل. نشرت تونتيث سينتشوري فوكس مزيد من مقاطع الفيديو عبر اليوتيوب كترويج لإصدار الفيلم.
في 2 أبريل 2014 أعلن الاستوديو إطلاق برنامج جولة ترويجية للفيلم اسمه «مطلبنا نجوم» (Demand Our Stars)، حيث يقوم المؤلف وطاقم التمثيل الرئيسي بزيارة الولايات التي تحصل على أكثرية الأصوات. أربعة ولايات ربحت البرنامج، بداية من ميامي بفلوريدا في 6 مايو، كليفلاند بأوهايو في 7 مايو، ناشفيل بتينيسي في 8 مايو، وانتهت في دالاس بتكساس في 9 مايو.

## الاستقبال

### الإصدار
الفيلم صدر في 6 يونيو 2014 بالولايات المتحدة وفي 12 يونيو بالشرق الأوسط.
وصدر على أقراص بلو راي ودي في دي في 16 سبتمبر 2014.

### شباك التذاكر
بحلول 12 أغسطس 2014، كسب ما تخبئه لنا النجوم 124,295,189$ في أمريكا الشمالية و 147,400,000$ في الدول الأخرى، وبذلك وصلت إيراداته حول العالم إلى 271,695,189 $.
خلال الأسبوع الأول من عرضه، جمع ما تخبئه لنا النجوم 48.2 مليون $ من 3,173 صالة عرض بمعدل 15,128 $ للصالة الواحدة، مما جعله في صدارة شبابيك التذاكر في أمريكا الشمالية والعالم. في أمريكا الشمالية كسب 8.2 مليون $ في ليلة افتتاحه، متفوقاً على مختلف ومتساوي تقريبًا مع أفلام القصص المصورة الصادرة حديثا، مثل الرجل العنكبوت المذهل 2 (8.7 مليون $) ورجال-إكس: أيام المستقبل الماضي (8.1 مليون $). الفيلم تلقى دفعة أساسية من «الليلة قبل نجومنا» (The Night Before Our Stars)، وهو حدث ذو سعر مرتفع سبق الإصدار الرسمي للفيلم، حيث يعرض فيه الفيلم وأسئلة وأجوبة مع طاقم التمثيل من ضمنهم شايلين وودلي وأنسيل إلغورت ونات وولف والمؤلف جون غرين، تذاكر الحدث وصلت إلى سعر 25 دولار للواحدة. خلال اليوم الأول لافتتاحه العالمي، كسب الفيلم 26.1 مليون $، متفوقاً على فيلم حافة الغد لتوم كروز، الذي افتتح على 10.7 مليون $. الفيلم تفوق على ملافسينت (24.3 مليون $) ومختلف (22.8 مليون $).

### رأي النقاد
تلقى الفيلم مراجعات إيجابية من قبل النقاد، مع إشادة كبيرة لأداء شايلين وودلي واعتبارها منافسة للترشيح لجائزة الأوسكار. الفيلم حصل على تقييم 80% على موقع الطماطم الفاسدة مع متوسط تقييم 6.8/10، بناءً على 164 مراجعة. الإجماع النقدي في الموقع نص على: «حكيم ومضحك وجارح للقلب دون اللجوء إلى الاستغلال، ما تخبئه لنا النجوم يعطي مادة المصدر الشهيرة حقها». ميتاكريتيك أعطى الفيلم 69 من 100 بناءً على 45 مراجعة نقدية. موقع سينماسكور أعطى الفيلم علامة "A" على مقياس +A إلى F. متوسط التقييم الحالي على قاعدة بيانات الأفلام على الإنترنت هو 8.2/10.
ريتشارد روبر من صحيفة شيكاغو سن-تايمز أعطى الفيلم علامة كاملة (4 نجوم) ومدح أداء شايلين بكونه «فائق». هو يعتقد أن أدائها دور هيزل يستحق الأوسكار، مشيرا إلى «أنها بارزة إلى تلك الدرجة». سكوت مندلسون من مجلة فوربس قال أن الفيلم «ترفيه سائد عالية الجودة بصورة استثنائية» ووصفه أيضا ب«عمل فني أصيل». آنا سميث من مجلة إمباير قالت أنه كان «رومانسية مؤثرة وأنه أفضل أداء لشايلين حتى الآن». إيما دبدن من موقع Digital Spy كتبت أن «ما تخبئه لنا النجوم عمل حزين حاد وعاطفي راقي يصب في شخصياته المراهقة ذكاء نادر، ويتناول موضوعه الكئيب مع طرافة لاذعة وحنان». أندي ليا من صحيفة ديلي ستار البريطانية قال «بالنسبة لرومانسية المراهقين، هذا عمل قوي». ويلسون موراليس من موقع BlackFilm.com مدح أداء شايلين وأنسيل قائلا أنهم «آسران جداً وحقيقيان في أدائهم، بحيث يتمكنان من جعل هذا الفيلم الحزين مؤثر للغاية ورومانسي وممتع جدا». سامح سعد من موقع الشاشة الغربية أعطى الفيلم 4/5 وقال أن الفيلم «مثال ناجح على كيفية تحويل رواية بكل ما تحملها من مشاعر وأفكار إلى الشاشة الكبيرة».
بيتر ترافيرز من رولينغ ستون قال أن الفيلم «قصة حب حية وجديدة، مع وفرة من الفكاهة والحسرة» وأشاد ب شايلين ووصفها بممثلة عظيمة غير قادرة على عمل حركة خطأ أمام الكاميرا. الناقد ريتشارد كورليس من مجلة تايم كتب: «هيزل وأوغستس سيعيشان في قلب الفيلم بسبب الممثلين الشباب اللذان يجسدانهم». كريس فونغر من صحيفة ذا دالاس مورنغ نيوز أعطى الفيلم علامة B+ بكون «الفيلم ظريف وحي وجياش للعاطفة في أحيان كثيرة». كلوديا بويغ من يو أس توداي قالت أن الفيلم «مكتوب بإتقان وممثل بإتقان، لاذع ومضحك وملاحظ بحكمة»، وأعطته 3.5 من 4. بروس ديونز من النيويوركر قال، «الفيلم يتحاشى مزالق الأعمال الدرامية المبتذلة عن السرطان مع الفكاهة والدفء الطبيعي». كوني أوغل من ذا ميامي هيرالد قالت عنه «فيلم رومانسي عذب مليء بالدفء المفاجئ والفكاهة». موقع AV Club أعطى الفيلم "B" قائلاً عنه «مبارك بشرارات من الطرافة ومدعوم بمواهب ممثليه الكاريزمية».
بيتر برادشو من الغارديان أعطى الفيلم مراجعة سلبية، مشبه الفيلم ب«أن تتعرض للسطو من قبل محترف في فنون القتال المختلطة وأنت لا تستطيع سوى أن تلاحظ وتقدر ذلك، رغم أنك تتعرض للضرب بوحشية، ثم تجر على الأرض وانت مصاب بالكدمات وتنزف ثم تجبر على مشاهدة المعتدي عليك يعطي 45% من نقودك للجمعيات الخيرية». كريستي لومير التي تكتب في لصالح موقع روجر إيبرت أعطت الفيلم 2 نجوم من 4. انتقده لكونه «خامل عاطفيًا، على الرغم من اللحظات العديدة التي تهدف لوضع غصة في حلوقنا». بينما انتقدت أداء أنسيل، امتدحت أداء شايلين. روبي كولين من الدايلي تلغراف انتقد شخصية أوغستس، «اوغستس هو شيء من الهوس العابث الجذاب: النسخة الأقل ملاحظة من النوع المريب الذي تعشقه حبيبته يجسدها في بعض الأحيان كريستن دانست ونتالي بورتمان وزوي ديشانيل». ديفيد ادلشتاين من الإذاعة الوطنية العامة (NPR) قال: «أعلم أن هناك أناس بكوا عندما شاهدو تشويقة فيلم المراهقين الرومانسي عن السرطان "ما تخبئه لنا النجوم" — عند مشاهدة الفيلم سيحتاجون إلى طوق نجاة لكي لا يغرقوا في طوفان دموعهم. شخصيا أنا لم أبكي، وإن وخزتني قنوات الدموع في بعض الأحيان، كنت على الحافة. الفيلم لامع قليلا لذوقي، مهندس جدا. لكن تم إخراجه بلطف بواسطة جوش بون وممثل بشكل جميل. أي كان الخطأ، فهو ليس في النجوم».
مراجعين مسيحيان وبعض اللاهوتيين لاحظوا احتمال وجود مواضيع مسيحية في الفيلم. القس روبرت بارون الذي يكتب لصالح وكالة الأنباء الكاثوليكية أكد في قوله "لا أعتقد أنه على الأقل من قبيل الصدفة أن واترز [ماء] (اسم العائلة ل أوغستس) وغريس [نعمة] (اسم العائلة ل هيزل) اجتمعا في القلب المقدس للمسيح وبالتالي على الرغم من معاناتهم المشتركة، تمكنا من إعطاء الحياة لبعضهما البعض... [وهكذا] ترفض هيزل بفعالية العدمية والمادية عندما ترد عبر حاجز الموت على سؤال غس "حسنًا". ويختتم قائلاً أن ما تخبئه لنا النجوم "بالكاد... عرض مرضي للمسيحية" لكن "ليس مكانا سيئا تماما للبدء" لأولئك الذين يكافحون لإيجاد المعنى في الإيمان. شاليني لانجر من انديان اكسبريس أعطت الفيلم تقييم 2.5 من 5 وأعرب عن رأيه "الفيلم وفي لحد الخطأ من الحوارات إلى الملابس والأماكن والطعام، وحتى حينما يتخطى بعض التفاصيل غير السارة".

### الجوائز
| الجائزة                                | الفئة                        | المتلقي                              | النتيجة |
| -------------------------------------- | ---------------------------- | ------------------------------------ | ------- |
| جوائز العرض الدعائي الذهبي الخامسة عشر | أفضل رومانسية                | ما تخبئه لنا النجوم                  | فوز     |
| جائزة الإبرة الفضائية الذهبية          | أفضل فيلم                    | ما تخبئه لنا النجوم                  | رُشِّح     |
| جائزة اختيار المراهقين                 | الفيلم المختار               | ما تخبئه لنا النجوم                  | فوز     |
| جائزة اختيار المراهقين                 | ممثل فيلم المختار: دراما     | أنسيل إلغورت                         | فوز     |
| جائزة اختيار المراهقين                 | ممثلة فيلم المختارة : دراما  | شايلين وودلي                         | فوز     |
| جائزة اختيار المراهقين                 | النجم الصاعد المختار         | أنسيل إلغورت                         | فوز     |
| جائزة اختيار المراهقين                 | الممثل المختار القوي في مشهد | نات وولف                             | فوز     |
| جائزة اختيار المراهقين                 | التجاذب المختار              | شايلين وودلي وأنسيل إلغورت ونات وولف | فوز     |
| جائزة اختيار المراهقين                 | أفضل قبلة                    | أنسيل إلغورت وشايلين وودلي           | فوز     |
| جوائز شباب هوليوود                     | الممثل المفضل للجمهور - ذكر  | أنسيل إلغورت                         | فوز     |
| جوائز شباب هوليوود                     | الممثل المفضل للجمهور - مؤنث | شايلين وودلي                         | رُشِّح     |
| جوائز شباب هوليوود                     | الممثل الصاعد                | أنسيل إلغورت                         | رُشِّح     |
| جوائز شباب هوليوود                     | أفضل ثنائي على الشاشة        | أنسيل إلغورت وشايلين وودلي           | فوز     |
| جوائز شباب هوليوود                     | أفضل تجاذب بين طاقم - فيلم   | ما تخبئه لنا النجوم                  | فوز     |
| جوائز شباب هوليوود                     | الفيلم المفضل                | ما تخبئه لنا النجوم                  | فوز     |

## نسخة هندية جديدة
في 6 أغسطس 2014 أعلنت القسم الهندي من فوكس ستار ستوديو عن نيتهم إنتاج نسخة هندية من الفيلم. الرئيس التنفيذي للاستوديو قال أن النسخة الإنكليزية من ما تخبئه لنا النجوم التي صدرت في الهند بنهاية يوليو قد ربحت أكثر من مليون دولار. ولكن توقف العمل بسبب اصابه شاروخان بمرض غامض واعتذار اميتاب باتشان عن تصوير الفيلم لسخافة القصة ولم يجدوا ممثل يقبل ان يمثل هذا العمل.

## وصلات خارجية
- مقالات تستعمل روابط فنية بلا صلة مع ويكي بيانات

لا توجد روابط لمواقع التواصل الاجتماعي.